# 39-й моторизований корпус (Третій Рейх)
39-й моторизований ко́рпус (нім. XXXIX. Armeekorps (mot.) — армійський корпус (моторизований) Вермахту за часів Другої світової війни. 9 липня 1942 переформований на 39-й танковий корпус.

## Історія
XXXIX-й моторизований корпус був сформований 27 січня 1940 у IX-му військовому окрузі (нім. Wehrkreis IX).

## Райони бойових дій
- Німеччина (Західний Вал) (січень — травень 1940);
- Франція (травень 1940 — травень 1941);
- Східна Пруссія (травень — червень 1941);
- СРСР (північний напрямок) (червень 1941 — липень 1942).

## Командування

### Командири
- генерал танкових військ Рудольф Шмідт (нім. Rudolf Schmidt) (27 січня 1940 — 11 листопада 1941);
- генерал танкових військ Ганс-Юрген фон Арнім (нім. Hans-Jürgen von Arnim) (11 листопада 1941 — 9 липня 1942)

## Бойовий склад 39-го моторизованого корпусу
Формування управління, забезпечення та підтримки
- 140-ве артилерійське командування (Arko 140);
- 439-й корпусний батальйон зв'язку (Korps-Nachrichten-Abteilung 439);
- 439-те управління корпусного постачання (Korps-Nachschubtruppen 439).
- 439-й Східний батальйон (Ost Bataillon 439).

- 1-ша танкова дивізія (1. Panzer-Division);
- 2-га танкова дивізія (2. Panzer-Division);
- 29-та моторизована дивізія (29. Infanterie-Division (mot.).

- 1-ша танкова дивізія;
- 19-та піхотна дивізія (19. Infanterie-Division);
- 23-тя піхотна дивізія (23. Infanterie-Division).

- Поліційна дивізія СС (Polizei-Division);
- 16-та моторизована дивізія (16. Infanterie-Division (mot.).

- 4-та танкова дивізія (4. Panzer-Division);
- Моторизована дивізія СС «Тотенкопф» (SS-Division (mot.) "Totenkopf").

- 7-ма танкова дивізія (7. Panzer-Division);
- 20-та танкова дивізія (20. Panzer-Division);
- 14-та моторизована дивізія (14. Infanterie-Division (mot.);
- 20-та моторизована дивізія (20. Infanterie-Division (mot.).

- 12-та танкова дивізія (12. Panzer-Division);
- 20-та моторизована дивізія.

- 8-ма танкова дивізія (8. Panzer-Division);
- 12-та танкова дивізія;
- 7-ма повітряна дивізія (7. Flieger-Division);
- 20-та моторизована дивізія;
- 96-та піхотна дивізія (96. Infanterie-Division);
- 254-та піхотна дивізія (254. Infanterie-Division).

- 8-ма танкова дивізія;
- 12-та танкова дивізія;
- 20-та моторизована дивізія;
- 18-та моторизована дивізія (18. Infanterie-Division (mot.);
- 21-ша піхотна дивізія (21. Infanterie-Division);
- 126-та піхотна дивізія (126. Infanterie-Division).

- 8-ма танкова дивізія;
- 12-та танкова дивізія;
- 20-та моторизована дивізія;
- 18-та моторизована дивізія.

- 18-та моторизована дивізія;
- 20-та моторизована дивізія;
- 61-ша піхотна дивізія (61. Infanterie-Division);
- 215-та піхотна дивізія (215. Infanterie-Division).

- 20-та моторизована дивізія;
- 61-ша піхотна дивізія;
- 215-та піхотна дивізія.

- 218-та піхотна дивізія (218. Infanterie-Division).

- 8-ма танкова дивізія.

- 8-ма танкова дивізія;
- 218-та піхотна дивізія.